# Otok Jabuka - podmorje
Otok Jabuka - podmorje este o arie protejată (sit de importanță comunitară — SCI) din Croația întinsă pe o suprafață de 113,06 ha, integral marine.

## Localizare
Centrul sitului Otok Jabuka - podmorje este situat la coordonatele 43°05′28″N 15°27′36″E / 43.091°N 15.46°E.

## Înființare
Situl Otok Jabuka - podmorje a fost declarat sit de importanță comunitară în iulie 2013 pentru a proteja un număr necunoscut de specii din flora spontană și fauna sălbatică aflate în arealul zonei.

## Biodiversitate
Situată în ecoregiunea marină mediteraneană, aria protejată conține 1 habitat natural: Recifuri.
La baza desemnării sitului se află un număr nedeclarat de specii protejate.